# Il matrimonio di Krečinskij
Il matrimonio di Krečinskij (Свадьба Кречинского, Svad'ba Krečinskovo) è un film del 1908 diretto da Aleksandr Drankov.